# Beat of My Heart
Beat of My Heart to piosenka, którą napisali i wyprodukowali Hilary Duff, Joel Madden i Benji Madden na trzeci album Duff Most Wanted (2005). Została wydana jako drugi singel promujący album pod koniec 2005 roku.

## Wydanie
Singel nie dostał się do rankingu Billboard Hot 100, ale był numerem #13 w Australii, a w Szwajcarii dostał się do pierwszej setki.
W Australii był wyżej w rankingach od "Wake Up", pierwszego singla z albumu. Blogcritics napisało "Podczas śpiewania singla Duff jest znudzona i łatwo zmienia emocje ... Łagodny electropop jest obrazą dla gatunku", a Newsround nazwał to "Miękki elektroniczny pop z łatwym tekstem i powtarzającą się melodią". Billboard zauważył, że tekst "the beat of my heart" powtarza się w piosence 44 razy; również napisał, że "wygląda na to, że [singel] rzuca ją do dni Disneya. Muzyka pop jest zawsze doceniana, ale to jest dziecięcy hymn, zwyczajny i łatwy ... jest zaledwie kandydatem do nowoczesnego radia".
Teledysk do singla został nakręcony w Los Angeles przez reżysera Phil Harder przez tydzień począwszy od 26 września 2005 i
jest hołdem dla dziewczyn Bonda. Przedstawiciel wytwórni Duff powiedział: "Zawsze była wielką fanką Bonda. Oglądała te filmy z siostrą, gdy razem dorastały i uwielbiała dziewczyny Bonda, ponieważ zawsze były szykowne i ona też jest szykowna". Również powiedziała, że teledysk zawiera "tę modną wrażliwość" filmów Bonda i prezentuje "bardziej dojrzały" wizerunek Duff.
Premiera teledysku odbyła się 9 listopada na kanale MTV w programie Total Request Live. Otwierał TRL'owską pierwszą dziesiątkę, a 14 listopada wzniósł się na numer jeden.
Pozostawał na liście przez 20 dni, do 19 grudnia.

## Rankingi
| Ranking (2006)                          | Najwyższa pozycja |
| --------------------------------------- | ----------------- |
| Australian ARIA Singles Chart Australia | 13                |
| Switzerland Singles Chart Szwajcaria    | 89                |
| Airplay Top 100 świat                   | 73                |